# Плодоягодный
Плодоягодный — упразднённый посёлок в Агаповском районе Челябинской области. На момент упразднения входил в состав Буранного сельсовета. Исключен из учётных данных в 1995 г.

## География
Располагался в центре района, на правом берегу реки Сухая Речка, в вершине пруда Новостройка, в 4,5 км (по прямой) к юго-западу от посёлка Урожайный.

## История
По данным на 1970 год посёлок Плодоягодный входил в состав Буранного сельсовета и являлся отделением Магнитогорского откормочного совхоза.
Исключен из учётных данных Постановлением Областной Думы Челябинской области от 21.12.1995 № 307.

## Население
| 1970 | 1977 | 1983 |
| ---- | ---- | ---- |
| 90   | ↘79  | ↘39  |